# Fresh (együttes)
A Fresh egy magyar könnyűzenei lányegyüttes.
Az együttes 1996 novemberében alakult Budapesten, tagjai: Virág, Asmaret és Barbara. Az együttes zenei világát Hauber Zsolt alakította, és teszi ezt a mai napig.
A következő év elég mozgalmas a Fresh életében. Áprilisban megjelenik az első kislemezük Ilyen ma egy lány címmel, májusban kiadják első albumukat, a Fresh lázt. Júniusban Barbara úgy dönt, hogy kiválik a csapatból, és Görögországba költözik, helyére Judit kerül. Augusztusban a lányok egy fellépésre igyekezve autójukkal kisodródnak az egyik kanyarban. Virág csigolyatöréssel 3 hónapig gipszbe kerül, ezért a csapat egy időre felfüggeszti működését. Asmaret a tétlenség és belső nézeteltérések miatt otthagyja az együttest, és az !Ooops lánycsapatban folytatja. Novemberben új lány érkezik a csapatba, Wiki személyében.
1998 februárjában megjelenik második albumuk első kislemeze, majd májusban az Itt vagyunk! címmel az új album is, amely az év végére aranylemez. Az "Itt vagyunk" és a "Táncolj még" című Fresh slágerek rekord ideig vezetik a hazai rádiós slágerlistákat.
1999 szeptemberében megjelenik harmadik albumuk Boogie Nights címmel. Két hónap múlva Virág távozik az együttesből kreatív nézetkülönbségek miatt, decemberben Judit bejelenti, hogy Jay Project néven új produkcióba kezd, melynek zenei producere szintén Hauber Zsolt.
Az új évezred kezdetén a Fresh is megújul, 2000 januárjában Wiki, Andi, Ági felállásban jelentkezik. Márciusban jelenik meg új albumuk az Add meg magad.
2001 decemberében a Fresh Párizsban lép fel az angol Chanel 5 műsorában.
2002 májusában megjelenik az ötödik Fresh album Ringass most el! címmel. A CD-n szereplő "Én is imádlak" című sláger a mai napig a legnépszerűbb Fresh dal, több mint 1 milliós YouTube nézettséggel.
2003 februárjában a Fresh - Ági kiválásával, aki férjhez megy, és felhagy a zenei pályával - duóvá alakul. Júliusban Horvátországban leforgatják az Utolsó tangó című hatalmas klubslágerből klipjüket.
2004 márciusában az FHM férfimagazin szavazásán a magyarok között Wiki az első, Andi pedig a tizedik helyet éri el, majd stúdióba vonulnak, és elkezdik a Félig ördög, félig angyal című album felvételeit.
2005-ben Európában elsőként a Fresh Félig ördög, félig angyal című albumával jelenik meg a dualdisc-ként ismert CD és DVD egyben formátum. Wiki és Andi semmit sem bíz a véletlenre: a klipben helikopter, Ferrari, Lamborghini, dögös megjelenés. A siker nem is marad el. A dal és a klip a 2005-ös év egyik legtöbbet játszott slágere.
2007-ben jelentkezik új dallal és klippel a Magyarországon még mindig sikeres lánycsapat. A "Latin holiday" a szokásos Fresh nyári hangzást hozza.
2008-ban a "Mámor" című dal és klip egy nyugodtabb, izgalmasabb Fresht mutat be. Wiki és Andi a VIVA Comet gálán szexis show keretében mutatják be új dalukat.
2009-ben két dallal és klippel jelentkeznek a Fresh lányok. Januárban a "Ne félj!" az aktuális dance slágerük, látványos effektekkel dúsított klippel, szeptemberben a "Volt egy nyár" című dal és klip szomorítja el a Balatont imádókat, hogy ismét 1 évet várni kell az igazi napsütésre.
2010-ben a "Te és én" című dalukkal és klipjükkel az Adrián egy jacht fedélzetére csalja el rajongóit Andi és Wiki.
2011-ben megjelenik "Másik ajtó" címmel a legjobb Fresh dalokat tartalmazó best of album.
2014-ben 3 év után egy bomba slágerrel rukkolnak elő a Fresh lányok, "Party" címmel. A dalhoz az 50-es évek Amerikáját idéző klipet is forgatnak.

## Albumok
- 1997 - Fresh Láz (Hungaroton Records)
- 1998 - Itt Vagyunk! (Sony Music)
- 1999 - Boogie Nights (Sony Music)
- 2000 - Add Meg Magad! (Record Express)
- 2002 - Ringass Most El! (Record Express)
- 2002 - 2000 (eredetileg Billerbeck) (Remix Album) (Voice Records)
- 2005 - Félig ördög, félig angyal (Voice Records)
- 2006 - Karaoke (Szerzői)
- 2010 - Másik Ajtó (Válogatáslemez) (Voice Records)

## Kislemezek
- 1997 Ilyen Ma Egy Lány
- 1997 Funky Baby
- 1998 Itt Vagyunk!
- 1998 Táncolj Még!
- 1998 Hideg A Szív
- 1999 Boogie Nights
- 1999 Üzenet A Holdról
- 2000 Add Meg Magad!
- 2000 Felszárad A Könny
- 2000 Mondj Egy Mesét!
- 2001 Szép Nap
- 2002 Én Is Imádlak
- 2003 Fekete Kor
- 2003 Utolsó Tangó
- 2004 Nyugtalan Vándor
- 2004 Tigrisdal
- 2005 Félig Ördög, Félig Angyal
- 2005 Őrült Karnevál
- 2006 200 Lóerő
- 2007 Latin Holiday
- 2008 Mámor
- 2009 Ne Félj!
- 2009 Volt Egy Nyár
- 2010 Másik Ajtó
- 2011 Te És Én
- 2014 Party